# 2403 Šumava
2403 Šumava este un asteroid din centura principală, descoperit pe 25 septembrie 1979, de Antonín Mrkos.